# Антураж
„Антураж“ (на английски: Entourage) е американски сериал на HBO, носител на награда Еми. Създаден е от Дъг Елин и в него участват актьорите Кевин Конъли, Ейдриън Грение, Кевин Дилън, Джери Ферара и Джеръми Пивън. Излъчването му е от 18 юли 2004 г. до 11 септември 2011 г. През 2015 г. по кината излиза филм със същото заглавие, който продължава историята.
Изпълнителни продуценти са Марк Уолбърг и Стивън Левинсън, а самият сериал е частично базиран на преживяванията на Уолбърг като новоизгряваща филмова звезда.

## „Антураж“ в България
В България сериалът се излъчва по Fox Life и е дублиран на български. На 25 декември 2007 г. започва втори сезон. Пети сезон започва на 6 юни 2011 г., всеки понеделник от 21:55. На 14 февруари 2012 г. започва шести сезон.
На 27 януари 2010 г. започва повторно излъчване по Диема 2 без определено разписание, обикновено за запълване на времето.
Седми и осми сезон са излъчени премиерно по Fox.
Дублажът е на студио Александра Аудио от първи до четвърти сезон, а от пети до осми е на Андарта Студио. В първи сезон ролите се озвучават от артистите Десислава Знаменова, Цветана Мирчева, Здравко Стайков, Радослав Рачев и Ангел Генов. Във втори сезон озвучаващият екип е сменен и в него участват Светлана Бонин, Златина Тасева, Цанко Тасев, Пенко Господинов и Иван Балсамаджиев. В трети сезон отново има промени и ролите се озвучават от Поликсена Костова и Татяна Етимова, които по-късно са заместени от Красимира Кузманова и Таня Петрова, Георги Стоянов, Явор Караиванов и Иван Балсамаджиев. В четвърти сезон са Елена Бойчева, Варвара Панкова, Здравко Димитров, Явор Караиванов и Георги Стоянов.